# 馬拉開波湖齧脂鯉
馬拉開波湖齧脂鯉，為輻鰭魚綱脂鯉目脂鯉亞目脂鯉科的其中一個種。分布於南美洲馬拉開波湖流域，體長可達4.7公分，棲息在底中層水域，生活習性不明。